# Pycnogonum litorale
Pycnogonum litorale — вид морських членистоногих з класу морських павуків.

## Поширення

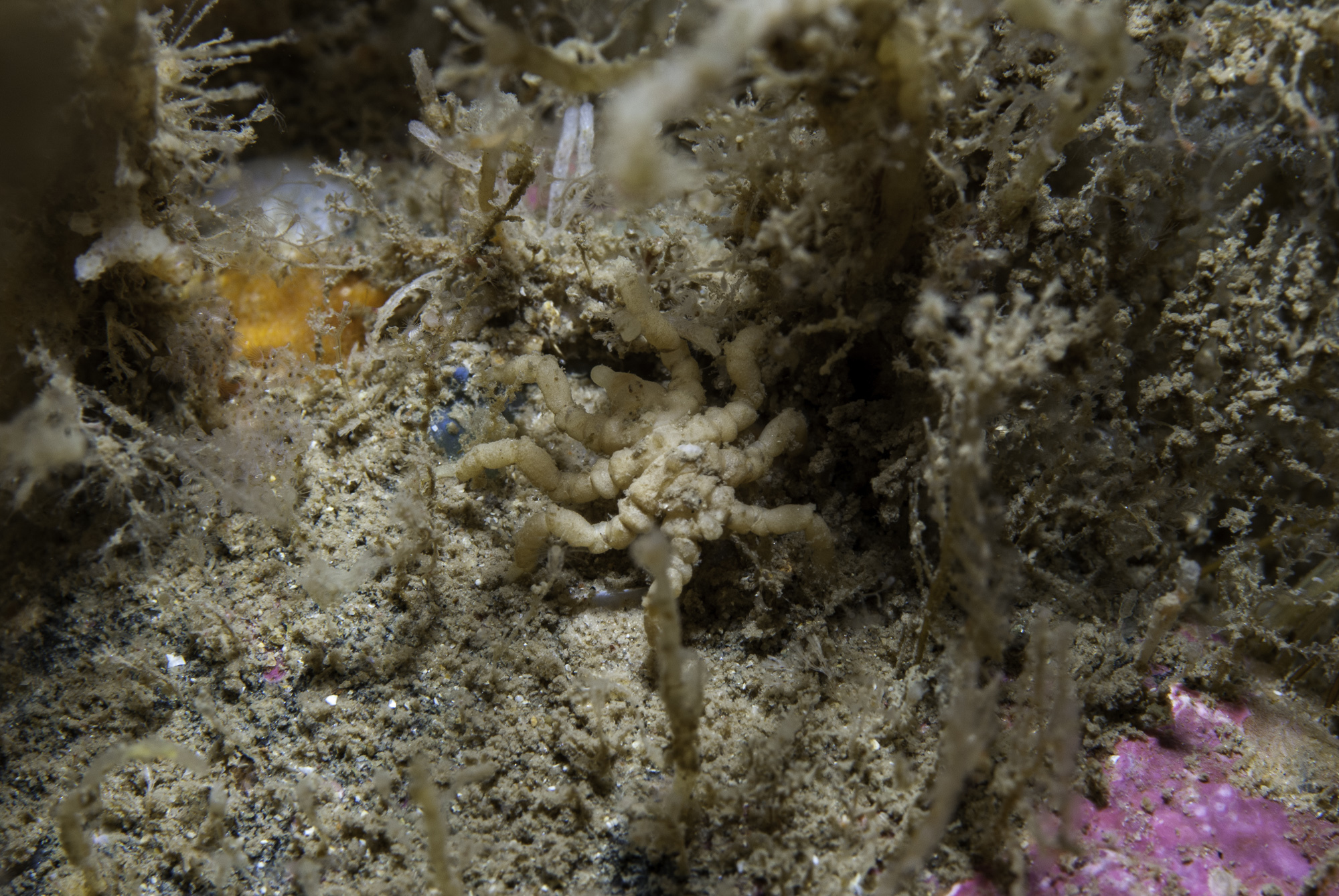
Pycnogonum litorale у природньому середовищі

Вид поширений на північно-східній частині Атлантики (від Африки до Норвегії), Північному морі, на заході Середземного моря, а також на північному заході Атлантики від затоки Святого Лаврентія до штату Нью-Йорк. Мешкає на кам'янистому морському дні від позначки відливу до глибини приблизно 400 м.

## Опис
Тварини мають тіло до 18 мм завдовжки, білуватого або жовтуватого кольору. Хеліцери та педипальпи повністю регресували, а на їхньому місці у тварин утворився міцний тупий хоботок. Позаду хоботка розташований горбок з чотирма невеликими очима. Яйценосець формується тільки у самця. Ноги відносно короткі і міцні.
Тварина має здатність до регенерації, замінюючи відірвані ноги та відрощуючи живіт і внутрішні органи. Недорослі павуки можуть навіть відтворювати цілі сегменти тіла, включаючи життєво важливі органи.

## Спосіб життя
Pycnogonum litorale харчується виключно кнідаріями, причому дорослі особини живляться актиніями, тоді як молоді живляться гідроїдами, такими як Clava multicornis. Хоботок вставляється в здобич і висмоктує трохи рідини з організму; морського павука можна вважати швидше паразитом, ніж хижаком, оскільки джерело їжі не вбивається; Цільовими морськими анемонами є Actinia equina, Anemonia viridis, Calliactis parasitica та Metridium dianthus. Краб Carcinus maenas харчується морськими павуками, але уникає Pycnogonum litorale, тому що він виробляє гормони (20-гідроксиекдизон), які порушують екдизис (линяння) краба.
Розмноження відбувається між весною та осінню. Процес ініціюється тим, що самець чіпляється за самицю над її головою, що стимулює її викидати яйця з отворів біля основи ніг. Самець зачерпує ці яйця, запліднює їх і прикріплює до свого нижнього боку. Він виношує їх близько трьох тижнів, поки вони не будуть готові до вилуплення. Личинки протонімфонного типу мають три пари ніг, а четверта пара розвивається під час метаморфозу.